# Chiquinquirá Delgado
María Chiquinquirá Delgado Díaz (sinh ngày 17 tháng 8 năm 1972 tại Maracaibo, Venezuela) là một người dẫn chương trình truyền hình, người mẫu và nữ diễn viên truyền hình người Venezuela. Cô hiện đang là đồng dẫn chương trình Mira Quien Baila trên kênh Univision tại Hoa Kỳ. Trước đó, cô từng đảm trách vai trò người dẫn chương trình ¡Despierta América !, buổi sáng trên Univision, trong giai đoạn từ năm 2010 đến năm 2012.

## Tiểu sử
Được đặt tên theo Virgen de Chiquinquirá, Delgado lớn lên trong một gia đình Công giáo La Mã sùng đạo ở Maracaibo, Venezuela. Delgado là Á hậu 1 trong cuộc thi sắc đẹp Hoa hậu Venezuela năm 1990, góp mặt trong một số vở opera và tổ chức một số chương trình trên truyền hình Venezuela. Từ năm 1991 đến năm 1999, cô kết hôn với ca sĩ và diễn viên Guillermo Dávila, và họ có con gái chung, sau này là nữ diễn viên María Elena Dávila. Từ năm 2004 đến năm 2010, cô kết hôn với người dẫn chương trình Daniel Sarcos và cũng có con chung là một cô con gái. Delgado sau đó đã quyết định hẹn hò với Jorge Ramos từ năm 2011.
Gần đây, Delgado tung ra dòng sản phẩm may mặc thời trang mang tên của riêng mình, hợp tác cùng với David Lerner. Các sản phẩm thuộc dòng thời trang mang tên cô hiện có sẵn tại ChiquiDelgado.com cũng như tại các cửa hàng và cửa hàng bách hóa.